# Viduedo (Triacastela)
Viduedo (llamada oficialmente O Biduedo) es una aldea española situada en la parroquia de Lamas, del municipio de Triacastela, en la provincia de Lugo, Galicia.

## Otras denominaciones
La aldea también es conocida por el nombre de Biduedo.

## Demografía
| Gráfica de evolución demográfica de Viduedo entre 2000 y 2021 |
|                                                               |
| Datos según el nomenclátor publicado por el INE.              |

## Patrimonio
Tiene una ermita dedicada a San Pedro, de una sola nave de unos cinco por diez metros, con hueco en la fachada sur y cubierta a dos aguas con artesonado de madera.